# Paul Belouino
 (mars 2015).
Améliorez-le ou discutez des points à vérifier. 
Paul Belouino (né le 16 février 1812 à Tiffauges, mort le 28 avril 1876 à Paris) est un médecin et un écrivain français.

## Biographie
Paul Belouino est le fils de François Louis Belouino, 26 ans alors, officier de santé à Tiffauges, et de Virginie Goupil. Belouino vint à Paris étudier la médecine et fut reçu docteur en 1837. Après avoir exercé dans son département, il s'établit, en 1850, à Paris.
Son ouvrage le plus connu est Des Passions, publié pour la première fois en 1844, en deux volumes, chez Waille, libraire à Paris. L'ouvrage est divisé en plusieurs sections et chapitres, qui abordent aussi bien des généralités philosophiques, moralistes, historiques et médicales.
Belouino est un conservateur catholique fervent, comme l'indiquent les opinions qu'il développe dans son Des Passions. Il défend la peine de mort : "Au point de vue du droit, il nous semble que la société peut infliger la peine de mort. (...) Il nous paraît évident qu'elle ressort des principes les plus simples de la justice et la raison." (Des Passions, vol. 2, De la pénalité, de la peine de mort (page 407).
Il propose également quelques remarques, dans le même ouvrage, sur l'éducation. Il dénonce l'influence des romans sur la jeunesse : "Ce sont les romans qui jettent à la prostitution le plus grand nombre de ses victimes, qui souillent les plus belles existences, les plus pures et les cœurs les mieux prédestinés par Dieu au bonheur et aux douces jouissances de la vertu."

## Publications
- Des Passions considérées dans leurs rapports avec la religion, la philosophie et la médecine légale. (1844, 2 vol. in-8; 4e édit., 1873). Cet ouvrage s'inscrit dans la lignée de la Physiologie des passions de Jean-Louis Alibert. C'est une intéressante tentative pour montrer que les passions chrétiennes s'accordent avec des faits naturels et biologiques. 1re édition en 1844, la 2e en 1855 et la 3e en 1863.
- La Femme, physiologie, Histoire, Morale (1845, in-8; 4e édit., 1865, in-8), traité historique et physiologique.
- Histoire générale des persécutions de l'ÉgliseHistoire générale des persécutions de l'Église (Lyon, 1848-1856, 10 vol. in-8).
- Histoire d'un coup d'État (1852), préface et conclusion de Amédée Gayet de Cesena
- Fables et Apologues (1868, in-12).